# Жуковский, Николай Иванович (государственный деятель)
Никола́й Ива́нович Жуко́вский (6 августа 1909, Мстиславский уезд, Могилёвская губерния — 2 декабря 1987, Новосибирск) — кандидат экономических наук, доктор сельскохозяйственных наук, профессор; советский партийный и государственный деятель, председатель Новосибирского облисполкома (1956—1959).

## Биография
Николай Иванович Жуковский родился 6 августа 1909 в деревне Гриневщины Мстиславского уезда Могилёвской губернии.
С 1931 года, окончив Омский сельскохозяйственный институт, работал научным сотрудником в Сибирском НИИ социалистической реконструкции сельского хозяйства.
В 1939—1942 гг. — директор Новосибирского сельскохозяйственного института.
В 1942—1947 гг. — в Новосибирском областном комитете ВКП(б). В 1948 году окончил Высшую партийную школу при ЦК ВКП(б).
В 1952—1954 гг. — Совет по делам колхозов при Правительстве СССР, начальник Главка науки Министерства сельского хозяйства СССР;
В 1954—1956 гг. — 2-й секретарь Новосибирского обкома КПСС, делегат XX съезда КПСС (1956).
В 1956—1959 гг. — председатель Новосибирского облисполкома, депутат (от Новосибирской области) Совета Союза Верховного Совета СССР 5-го созыва (1958—1962), делегат XXI съезда КПСС (1959).
В 1959—1960 гг. — директор Сибирского научно-исследовательского института механизации и электрификации сельского хозяйства Сибирского отделения Российской академии сельскохозяйственных наук.
С 1961 года работал в Благовещенском сельскохозяйственном институте: проректор по учебной и научной работе, заведующий кафедрой экономики и организации сельского хозяйства, декан экономического факультета. В 1967—1973 годы — ректор института. В этот период в институте были созданы научно-исследовательский и вычислительный центры, введён в эксплуатацию учебный корпус № 5, начато строительство спортивно-оздоровительного лагеря. Институт впервые стал участником ВДНХ СССР, его учебное хозяйство заняло 2-е место среди учхозов страны.
В 1973—1981 гг. — профессор, заведующий кафедрой в Алтайском сельскохозяйственном институте.
В 1981—1986 гг. — Новосибирский сельскохозяйственный институт, профессор.
Похоронен на Заельцовском кладбище (квартал 14н).

## Научная деятельность
Автор более 100 научных работ, подготовил более 40 кандидатов и докторов наук.

## Награды
- Орден Ленина
- Орден Знак Почёта
- медали

## Комментарии
1. ↑  Деревня Гриневщины, входившая в состав Мстиславского уезда, не сохранилась — ныне урочище[2] на территории Монастырщинского района Смоленской области.